# Piotr Ambrożewicz
Piotr Alfons Ambrożewicz herbu Bajbuza (ros. Петр Михайлович Амброжевич, ur. 28 października 1855 w majątku Oknista, zm. 18 grudnia 1922 w Poznaniu) – polski lekarz wojskowy, ginekolog, położnik, balneolog.

## Życiorys
Urodził się w majątku rodowym Oknista na Kowieńszczyźnie, jako syn szlachcica Michała Mateusza Ambrożewicza herbu Bajbuza. Miał trzech starszych braci: Michała Aleksandra, Stefana (ur. 1847) i Romana Piotra (ur. 1849). Uczęszczał do gimnazjum w Dyneburgu, następnie studiował medycynę w Akademii Medyko-Chirurgicznej w Petersburgu jako stypendysta rządowy. Dyplom lekarza i akuszera otrzymał cum eximia laude w 1883 roku. Następnie odbył służbę wojskową jako młodszy lekarz w 143. Pułku Dorohobużskim; stacjonował m.in. w Briańsku, gdzie wydawał i redagował czasopismo medyczne „Akuszerka” (Акушерка). Czasopismo było wydawane przez trzynaście lat, od 1890 do 1913. Jego adresatami były akuszerki, felczerki i felczerzy; autorami publikowanych na jego łamach artykułów – lekarze Petersburskiego i Moskiewskiego Zakładu Położniczego oraz Instytutu Położniczego w Petersburgu.
Od 1893 Ambrożewicz przebywał w Odessie. Tam kontynuował wydawanie pisma, poza tym piastował stanowiska naczelnego lekarza Pawłowskiego Położniczego Zakładu i dyrektora przyzakładowej szkoły położnych. W 1897 założył własne sanatorium w Limanie Kujalnickim (Andryjewskim) pod Odessą, które szybko zyskało dużą popularność w Rosji i za granicą, przybywali do niego także Polacy. Sanatorium doktora Ambrożewicza opisane zostało we Wspomnieniach odessity, 1914-1916 Eugeniusza Janiszewskiego. Po rewolucji październikowej zakład uspołeczniono, nałożono też wysoką kontrybucję. Za jej niespłacenie Ambrożewicz został aresztowany, jednak po dwóch miesiącach zwolniono go dzięki interwencji wysoko postawionych dawnych kuracjuszy. Powrócił wtedy do Polski i praktykował jako lekarz chorób kobiecych w Poznaniu. Po 1917 członek zwyczajny Poznańskiego Towarzystwa Przyjaciół Nauk (do 1922).
Zmarł na zawał mięśnia sercowego. Wspomnienie pośmiertne napisał Romuald Matuszewski.

## Życie prywatne
Był żonaty z Rosjanką, Kapitoliną z domu Jagodzin. W Odessie urodziło się im pięcioro dzieci: Włodzimierz (1895–1940), Michał, Elżbieta, Natalia i Zofia (po mężu Rudomino-Dusiatska). Włodzimierz podjął studia na Wydziale Lekarskim Noworosyjskiego Uniwersytetu w Odessie z zamiarem kierowania sanatorium po ojcu.

## Wybrane prace
- Kratkij powtoritelnyj kurs gistologii. Petersburg 1880
- K woprosu o leczenii trupnago zarażenija. Wracz 4, s. 577 (1883)
- Akuszerskoje izsledowanije. Akuszerka 6, ss. 1-5 (1895)
- Racjonalny położniczy przytułek, jako najpewniejszy środek przeciwko śmierci położnicy i jej dziecięcia. Nowiny Lekarskie 33, 1-5, s. 57-58 (1921)
- Охлаждающее грязелечение при некоторых женских заболеваниях. Русский врач № 23, 8 (1922)
- Упрощенный способ стерилизации молока для вскармливания детей. Акушерка (1894)
- Влияние  растительного пищевого режима на родовой акт. Вегетарианское обозрение ВО.5.1915, с. 157-158